# Wixia
Wixia is een monotypisch geslacht van spinnen uit de  familie van de wielwebspinnen (Araneidae).

## Soort
- Wixia abdominalis Pickard-Cambridge, 1882